# Niya Kooh
Niya Kooh (persiska: Nīākū, نیاکو) är en ort i Iran.   Den ligger i provinsen Gilan, i den norra delen av landet, 220 km nordväst om huvudstaden Teheran. Antalet invånare är 991.
Terrängen runt Niya Kooh är huvudsakligen platt, men åt sydost är den kuperad. Terrängen runt Niya Kooh sluttar norrut. Runt Niya Kooh är det ganska tätbefolkat, med 155 invånare per kvadratkilometer. Närmaste större samhälle är Āstāneh-ye Ashrafīyeh, 2,5 km norr om Niya Kooh. Omgivningarna runt Niya Kooh är en mosaik av jordbruksmark och naturlig växtlighet.